# 何衷
何衷（1430年—？），字惟孝，江西臨江府新淦縣人，明朝政治人物。進士出身。

## 生平
江西鄉試第九十五名。天順元年（1457年）丁丑科會試第三名，殿試登進士第二甲第八十六名。

## 家族
曾祖何務榮。祖父何自充。父亲何貞，曾任教授。